# Малиновщина (Черкасская область)
Малиновщина (укр. Малинівщина) — посёлок в Золотоношском районе Черкасской области Украины.
Население по переписи 2001 года составляло 135 человек. Занимает площадь 0,64 км². Почтовый индекс — 19712. Телефонный код — 4737.

## Местный совет
19712, Черкасская обл., Золотоношский р-н, с. Броварки, ул. Комсомольская, 20